# 下田裕太
下田 裕太（しもだ ゆうた、1996年3月31日 - ）は、日本の陸上競技選手。専門は長距離走・マラソン・駅伝競走。静岡県小山町出身。加藤学園高等学校、青山学院大学教育人間科学部を卒業。GMOアスリーツ所属。身長169cm、体重53kg。妻は女優・タレントの金久保芽衣。

## 経歴

### 高校時代まで
中学生時の小山町立小山中学校在学中は、陸上競技部が存在しなかった。中学卒業後の2011年4月、加藤学園高等学校に入学後に陸上部へ入部し、当部員として本格的に活動する。高校3年生時には同高校陸上部の主将を務め、加藤学園高校としては史上初めての出場を成し遂げ、第64回全国高校駅伝競走男子大会で3区（8.1075 km）に出走した（区間35位・記録25分31秒、チーム総合32位・総合記録2時間9分01秒）。

### 大学時代・箱根駅伝などで活躍

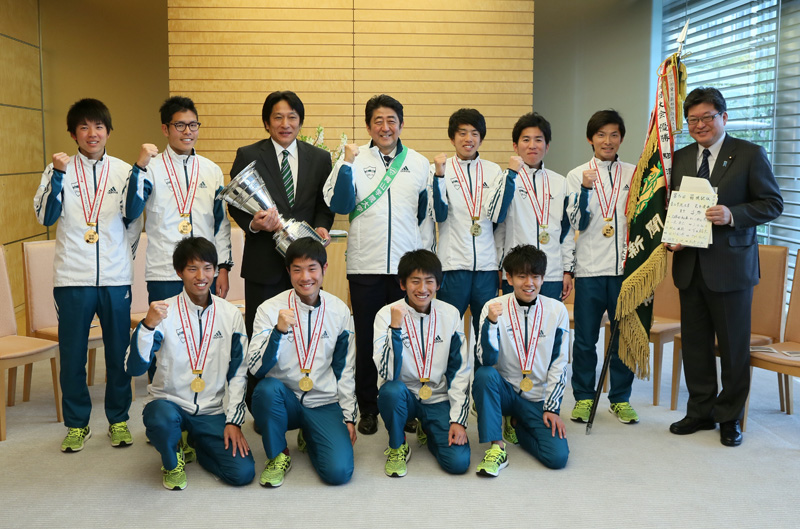
第92回箱根駅伝優勝メンバーらと首相官邸で記念撮影（上段・右から4人目が下田、2016年2月）

高校卒業後の2014年4月、青山学院大学に進学し同大学陸上部・長距離ブロックに所属する。大学1年生時、2015年1月に行われた第91回箱根駅伝には、16人のエントリーメンバーとして登録されたものの、補欠に留まり出走できなかった。箱根駅伝の2ヵ月後の日本学生ハーフマラソンでは、この年の箱根駅伝で4区区間記録を樹立した同期の田村和希とともに1時間2分22秒とジュニア日本歴代4位の好記録でゴールした。順位は田村が8位、下田が9位であった。
大学2年生となり、10月の第27回出雲駅伝競走で自身大学駅伝へ初出場を果たす。4区を担当し駒澤大学の馬場翔大との先頭争いに競り勝ちタスキをつないだ。青山学院大学は3年ぶりに出雲駅伝を制した。11月の第47回全日本大学駅伝選手権大会で2度目の大学駅伝出走。5区を担当し2位から1位に順位を上げ、今大会で唯一東洋大学を抑えて先頭でタスキリレーをした。下田は区間賞を獲得したが、青山学院大学は最終的に東洋大学に敗れ総合2位に終わった。
2016年1月の第92回箱根駅伝で箱根駅伝初出場。復路8区を区間歴代3位となる1時間4分21秒で走り、区間2位の馬場翔大(駒澤大学)と1分以上も差を付け区間賞を獲得。青山学院大学は往路1区から1度も先頭を譲らない往復完全優勝を大会史上39年ぶりに成し遂げた。大学駅伝史上最強とも呼ばれる層の厚さを誇った2015年度の青山学院大学のメンバーの中で、この年度の大学三大駅伝すべてに出場したのは、「青学四天王」と呼ばれる主力選手のうちの3人である久保田和真・小椋裕介・一色恭志と下田のみであった。
2015年11月に行われた10000mの記録会で、それまでの自己ベストを大幅に上回る28分33秒77の記録を出した。

### 東京マラソン2016で男子マラソン・ジュニア日本記録更新
当時19歳の2016年2月、リオデジャネイロオリンピック・男子マラソン国内選考会を兼ねた、東京マラソン2016へ自身初のフルマラソンに挑戦。レース序盤からハイペースの先頭集団に加わらず、後半追い上げる作戦で順位を上げていく。1年先輩の一色恭志らと終盤激しく競り合う中、結果下田は一色と11秒の差で先着し、2時間11分34秒で男子の部・総合10位（日本男子2着）をマーク、男子マラソン・ジュニア（10歳代）日本最高記録を更新する快挙を達成。但し、日本男子でトップの総合8位・高宮祐樹から37秒差で遅れを取り、ゴールタイムもサブテン（2時間10分未満）には届かず、リオ五輪男子マラソン日本代表選出はならなかった。
大学3年生の2016年シーズンは、出雲駅伝と全日本大学駅伝では本来の実力が発揮出来なかった。それでも第93回箱根駅伝では、2位以下のランナーに下田だけで4分以上の差を広げ、また区間タイムも2位以下のランナーに2分以上の差を付け、前年に続いて1時間4分21秒のタイムでそれまでの悔しさを晴らす快走を見せ、2年連続で区間賞を獲得、青山学院大学として総合3連覇に貢献した。
大学最後・4年生の2017年シーズン、副主将に就任（主将は吉永竜聖）。出雲駅伝では区間3位（総合2位）・全日本大学駅伝でも区間4位（総合3位）に留まり、青山学院大としても優勝を逃す。しかし、2018年1月の第93回箱根駅伝では、復路当日のエントリー変更で8区に出場し3年連続で区間賞を獲得、青学大としても総合4連覇を達成し、大学生活最後に有終の美を飾った。

### GMOアスリーツ時代
青学大卒業後も競技を継続し、2018年4月にGMOアスリーツへ入社。
2年半振り2度目のフルマラソンとなった、2018年8月の北海道マラソン2018・男子の部（マラソングランドチャンピオンシップ・2020年東京オリンピック男子マラソン選考会）に出場。だが、本番5日前に左足ふくらはぎを痛めた影響で、レース序盤から優勝争いへ殆ど絡めないまま、2時間25分台の44位と惨敗だった。
3年ぶりの出場となった、2019年3月の東京マラソン2019へエントリー。再びマラソングランドチャンピオンシップ（MGC）出場権獲得を目指したが、冷雨と低温の悪条件が災いしてか、25Km以降は第2集団からも脱落して完全にスローダウン。結局、2時間17分台の総合32位（日本男子27着）に終わった。
MGCへ最後の切符をかけて、自身海外初めてのフルとなる2019年4月のハンブルクマラソンに、大学からのチームメート・一色と共に出走したが、2時間13分台の19位止まりでMGC出場権獲得は成らなかった。
2019年11月、第60回東日本実業団対抗駅伝競走大会へ初出場。6区（10.6Km）を担当、区間9位の30分45秒でゴール。GMOアスリーツ・チーム総合5位に入り、全日本実業団対抗駅伝競走大会（ニューイヤー駅伝）への初出場を果たす。
2020年元日開催の、第64回全日本実業団対抗駅伝競走大会に出走。アンカーの7区（15.5Km）を担当、区間14位の46分39秒でフィニッシュ（GMOアスリーツ・チーム総合5位）。
2020年3月、東京マラソン2020（MGCファイナルチャレンジ第2弾）に出場し、男子マラソン日本記録（2時間5分50秒・当時）の更新を目指した。だが、結果は総合13位（日本男子7着）に留まったものの、自身初のサブテン（2時間10分未満）を達成し、マラソン自己記録を4分以上更新する2時間07分台でゴールした。
2021年2月、最後の開催（大阪マラソンと合併）となるびわ湖毎日マラソンへ出走、2時間08分丁度の記録でゴールしたが、男子総合で16位に留まる。2022年3月決行（1年延期）の東京マラソン2021でも2時間08台をマーク、サブテン（2時間10分未満）を3大会連続で完走したものの、男子総合は19位に終わった。
2022年5月にオタワマラソンへ出走し、2時間9分台で男子3位に入る。同年2月の東京マラソン2021のゴールタイム・2時間8分台（男子19位）との記録により、2023MGC（2024年パリオリンピック男子マラソン選考会）のワイルドカードの条件を満たして、MGC出場権を獲得した。
2023年10月、MGC本番レースに出場。序盤から独走する川内優輝（プロランナー・あいおいニッセイ同和損害保険）はつかずに第二集団で待機したが、10Km手前で2位争いの集団からも完全脱落してしまい、結局男子総合で45位に終わった。
2024年2月、第72回別府大分毎日マラソンに出走。30Km地点まで先頭集団へ常に待機、ペースメーカーが離脱直後で下田自らトップに立つ。それ以降は優勝のワークナー・デレセ（ひらまつ病院）、3位でチームメイトかつ青学大の後輩・岸本大紀らとデッドヒートを繰り広げた。だが37Km過ぎでデレセのラストスパートについていけず、25秒差で惜しくもマラソン初優勝は成らなかったが、日本男子では首位でガッツポーズしながらフィニッシュ。ゴール後に会見時の下田は「負けたけど、最低限のレースが出来た。東京世界陸上を狙える位置に立てたと思う」と、充実した笑顔を見せていた。 
2025年3月の静岡マラソン2025をラストレースとして現役を引退した。

## 人物・エピソード
- 「オタクランナー」として知られており、本人もアピールしている。好きなアニメは『アイドルマスターシリーズ』[26]、『とらドラ!』[27]。好きな女性有名人として、同作品のゲームシリーズ『アイドルマスター ミリオンライブ!』の七尾百合子役を務める声優の伊藤美来を挙げている[28]。
  - 2018年3月10日放送のTBSテレビ系列『炎の体育会TV 箱根駅伝!青学スター軍団が赤坂TBS大激走SP』に青山学院大学陸上部の一員として出演。番組内の企画で伊藤美来との対面を果たし、伊藤の楽曲である『ワタシイロ』を生披露してもらったり、伊藤の演じる七尾百合子として応援メッセージをもらったりなどした[29]。なお、下田は終始いっぱいいっぱいになっており、その大パニックの様子を映していた間に番組内の瞬間最高視聴率15.1%を記録した[30]。
- 東京マラソン2016において初フル挑戦の下田が10代日本記録を更新、同大会で日本男子2位の好成績をあげた際、青山学院大・長距離ブロック監督の原晋は、その後に多数のマスメディア陣や日本陸連などに対して「下田をリオデジャネイロ五輪（男子マラソン）の大本命に必ず挙げるべきだ。彼の伸びしろは120％、200％有る。さらに4年後の2020年東京オリンピックへ向けて、逆算して誰が一番大切なのか。将来性も見据えて絶対に（リオ五輪を）走らせなければいけない」等と猛烈にアピールしていた[31][32]。
  - だが原晋監督の持論展開に関して、当時日本陸連の酒井勝充（マラソン強化副委員長）は「（五輪選考に）将来性など考慮しない。原則的にタイム・順位での選出方針を変える事は無い」と原監督の訴えを却下。さらに中山竹通（1988年ソウル五輪・1992年バルセロナ五輪各男子マラソン2大会連続4位入賞）からも「原監督の気持ちは理解出来るが、別に五輪でなくてもマラソンの経験は十分積める。国内に限らず欧州など、世界各国の大会に参戦すれば良い。将来的な事を選考理由に挙げたらキリが無いし、他のランナー達に対しても示しがつかない。もっと全体を考えないと」との異論を述べている[33]。結局下田のリオ五輪男子マラソン日本代表は落選と成ったが、原監督は陸連・強化委員会に対しメディアを通して、不信感を募らせながらコメントしていた[34]。
- 2017年7月に行われた「東京2020オリンピックマラソン強化・キックオフミーテキング報告」において、参加者の下田自ら「要望です。U-23（23歳以下）の選手に対するMGCレースへの出場緩和措置を設けることは出来ませんか？」と提案しながら発言。その直後、青学大の原晋監督からは「何か私が言わせたようなコメントです（笑）伸び代抜群の大学生選手がマラソンに取り組んでいく為にも、是非検討して頂けませんか？」と笑いながらフォロー。然し、河野匡（長距離マラソンディレクター）は「ハッキリ申し上げますが、そのような優遇措置は無しです。マラソンをやるのに年齢は問いませんが、一番大事なのは、肉体的にも精神的にもしっかり準備するという覚悟を持って臨んで欲しいのです。そして、その中で代表レースを勝ち抜いて欲しい」等と下田・原監督の申し出を一蹴。更には、瀬古利彦（マラソン強化戦略プロジェクトリーダー）にも「原さん自身が緩和して欲しいと思っているんでしょ？学生の為に。それは甘いよ！」と指摘されると、原監督は「済みません。下田の意見でなく私の意見ですね（苦笑）」とコメントしている[35]。
- 自身22回目の誕生日だった、2018年3月31日放送のTBSテレビ系列『オールスター感謝祭』内の「赤坂5丁目ミニマラソン」に特別ゲストで生出演。一般芸能人から4分半遅れでスタートしたが、レース終盤で森脇健児・山本浩司（タイムマシーン3号）らを追い抜いて優勝、賞金30万円を獲得した[36]。
- 2019年6月22日に放映されたスポーツバラエティ番組「炎の体育会TV」（TBSテレビ系列）へは原晋と、青学大元チームメートで2年先輩の神野大地（現プロランナー・セルソース所属）と共にスタジオ出演した[37]。
- 私生活では2023年10月26日、陸上競技を通して知り合った[38]女優・タレントの金久保芽衣と前年に結婚していたことを、金久保自らSNSを通じて発表した[39]。
  - 2024年5月5日に放映のトーク番組「新婚さんいらっしゃい!・アスリート1時間SP」（朝日放送テレビ）へ、妻・金久保と共にスタジオ出演[40]。今年3月末、青学大時代の監督・原晋が乾杯の下で結婚披露宴を開催した（原晋は当番組へVTRで登場）。金久保は下田が青学大4年生時の箱根駅伝で、8区を首位独走時に「世界一かっこいい。この人と結婚したい！」と一目惚れしたという逸話や、原晋・原美穂（寮母）夫婦へ挨拶に行った際は、二人のラブラブ振りに原夫妻が唖然とした態度を見せた等のお惚気振りを披露している[41]。

## 大学駅伝成績
| 学年             | 出雲駅伝                    | 全日本大学駅伝              | 箱根駅伝                        |
| ---------------- | --------------------------- | --------------------------- | ------------------------------- |
| 1年生 (2014年度) | 第26回 （開催中止）         | 第46回 ― - ― 出走なし       | 第91回 ― - ― 出走なし           |
| 2年生 (2015年度) | 第27回 4区-区間6位 18分10秒 | 第47回 5区-区間賞 33分46秒  | 第92回 8区-区間賞 1時間04分21秒 |
| 3年生 (2016年度) | 第28回 3区-区間4位 25分16秒 | 第48回 1区-区間8位 44分04秒 | 第93回 8区-区間賞 1時間04分21秒 |
| 4年生 (2017年度) | 第29回 3区-区間3位 24分48秒 | 第49回 5区-区間4位 34分49秒 | 第94回 8区-区間賞 1時間04分46秒 |

## マラソン全成績
| 年月日         | 大会                               | 順位 | 記録          | 備考                                                                         |
| -------------- | ---------------------------------- | ---- | ------------- | ---------------------------------------------------------------------------- |
| 2016年2月28日  | 東京マラソン2016（男子の部）       | 10位 | 2時間11分34秒 | 初マラソン、リオデジャネイロオリンピック選考会、男子マラソン10代日本歴代記録 |
| 2018年8月26日  | 北海道マラソン2018（男子の部）     | 44位 | 2時間25分02秒 | MGCシリーズ第6弾・東京オリンピック選考会                                     |
| 2019年3月3日   | 東京マラソン2019（男子の部）       | 32位 | 2時間17分53秒 | MGCシリーズ第9弾                                                             |
| 2019年4月28日  | ハンブルクマラソン2019             | 19位 | 2時間13分42秒 | 自身初の海外マラソン出場                                                     |
| 2020年3月1日   | 東京マラソン2020（男子の部）       | 13位 | 2時間07分27秒 | 自己記録・MGCファイナルチャレンジ第2弾・東京五輪選考会                       |
| 2021年2月28日  | 第76回びわ湖毎日マラソン           | 16位 | 2時間08分00秒 |                                                                              |
| 2022年3月6日   | 東京マラソン2021（男子の部）       | 19位 | 2時間08分35秒 | 世界陸上ユージーン大会選考会                                                 |
| 2022年5月29日  | オタワマラソン2022                 | 3位  | 2時間09分49秒 | 日本男子では首位                                                             |
| 2023年2月26日  | 大阪マラソン2023（男子の部）       | 27位 | 2時間08分42秒 | 世界陸上ブダペスト大会・杭州アジア競技大会選考会                             |
| 2023年10月15日 | マラソングランドチャンピオンシップ | 45位 | 2時間17分26秒 | 2024年パリオリンピック日本代表選考会                                         |
| 2024年2月4日   | 第72回別府大分毎日マラソン         | 2位  | 2時間08分24秒 | 日本男子では首位、2025年世界陸上東京大会選考会                               |
| 2025年2月24日  | 大阪マラソン2025（男子の部）       | 43位 | 2時間10分56秒 | 2025年世界陸上東京大会選考会                                                 |
| 2025年3月9日   | 静岡マラソン2025                   | 3位  | 2時間18分49秒 | 引退レース                                                                   |

## ベスト記録
- 5000m - 13分42秒99 (2020年9月30日、第6回早稲田大学競技会)
- 10000m - 28分08秒07 (2021年11月27日、八王子ロングディスタンス)
- ハーフマラソン - 1時間01分52秒 (2020年2月2日、第74回香川丸亀国際ハーフマラソン)
- マラソン- 2時間07分27秒 (2020年3月1日、第14回東京マラソン)